# Buckellacris nuda
Buckellacris nuda är en insektsart som först beskrevs av Walker, E.M. 1898.  Buckellacris nuda ingår i släktet Buckellacris och familjen gräshoppor.

## Underarter
Arten delas in i följande underarter:
- B. n. nuda
- B. n. relicta